# Flein
Flein település Németországban, azon belül Baden-Württembergben. Lakosainak száma 7398 fő (2023. december 31.).

## Népesség
A település népessége az elmúlt években az alábbi módon változott:
| Lakosok száma | 5419 | 6997 | 7064 | 7041 | 7230 | 7401 | 7398 |
|               | 1975 | 2016 | 2017 | 2019 | 2021 | 2022 | 2023 |